# めちゃモテ I LOVE YOU
『めちゃモテ I LOVE YOU』（めちゃモテ アイ ラブ ユー）は、MM学園 合唱部の1枚目のシングル。2009年5月20日発売。発売元はポニーキャニオン。初回限定版はDVD付。

## 内容
NICE GIRL プロジェクト!の大型ユニットによるデビューシングル。このユニットのみ、作詞・作曲・プロデュースを担当したシャ乱Qのつんく♂が二十九（ニジュキュ）先生（軽音楽部顧問）名義で行っている。

## 収録曲
1. めちゃモテ I LOVE YOU
 （作詞・作曲：二十九先生(軽音楽部顧問)、編曲：平田祥一郎）
『極上!!めちゃモテ委員長』オープニングテーマ（2009年4月 - 10月）
2. キレイになりたい
 （作詞・作曲：二十九先生(軽音楽部顧問)、編曲：湯浅公一）
『極上!!めちゃモテ委員長』エンディングテーマ（2009年4月 - 6月）
3. めちゃモテ I LOVE YOU (Instrumental)
4. キレイになりたい (Instrumental)